# Auld Lang Syne
Auld Lang Syne (IPA ˈɔːl(d) lɑŋ ˈsəi̯n) è una canzone tradizionale scozzese largamente diffusa nel mondo anglosassone.
Si tratta di un brano di congedo ed è eseguita in occasioni quali la notte di capodanno per salutare l'anno appena terminato, l'ultimo giorno di studi tra compagni di scuola, la fine del servizio militare, il pensionamento di un collega, e così via.
Il testo della canzone è un invito a ricordare con gratitudine i vecchi amici e il tempo lieto passato insieme a loro.
La traduzione italiana è spesso nota come Il canto dell'addio. Talora viene anche chiamata Il valzer delle candele, per via del riadattamento con tale titolo con cui è eseguita all'interno del film americano del 1940 Il ponte di Waterloo.

## Storia
Il titolo della canzone, Auld Lang Syne, è un'espressione scozzese ormai accolta nei dizionari della lingua inglese, dove è tradotta letteralmente come "old long since", o, in modo meno letterale ma più corretto, "the good old days" nel senso de "i bei tempi andati".
Nel 1792 Robert Burns, poeta nazionale scozzese, pubblicò Select Collection of Original Scottish Airs, un libro che raccoglieva circa 100 ballate scozzesi da lui trascritte e rielaborate: tra queste figurava Auld Lang Syne. La melodia originale della canzone sarebbe invece opera del compositore piemontese Davide Rizzio.
In Scozia è tradizionalmente cantata nel corso delle celebrazioni di Hogmanay, il Capodanno scozzese. Insieme agli emigranti scozzesi si diffuse in tutta la Gran Bretagna e negli Stati Uniti d'America.
Dal 1896 è documentata negli archivi dei giornali statunitensi l'usanza sulle due sponde dell'Atlantico di salutare l'anno nuovo sulle note di Auld Lang Syne.
Il direttore d'orchestra Guy Lombardo contribuì a rendere popolare il pezzo in America e a legarlo indissolubilmente ai festeggiamenti di Capodanno, eseguendola annualmente, a partire dal 1929 e per più di 30 anni, nel corso di una popolarissima trasmissione radiofonica e televisiva di fine anno.
Negli Stati Uniti è considerata la canzone della vigilia di Capodanno (The New Year's Eve song) per eccellenza ed è stata incisa da innumerevoli artisti in decine di versioni, spesso diversissime tra loro: da quella ormai classica dell'orchestra di Guy Lombardo fino a quella psichedelica di Jimi Hendrix, passando per Louis Armstrong, Frank Sinatra, i Platters, i Beach Boys, Bruce Springsteen, Elvis Presley, Billy Joel, Susan Boyle, Prince, Mariah Carey (che ne ha inciso una versione dance-pop, con il titolo Auld Lang Syne (The New Year's Anthem)), Lea Michele, Rod Stewart, Girlschool, John McDermott, James Taylor, Paolo Nutini e altri.
Popolarissima anche fuori del mondo anglosassone, la melodia di Auld Lang Syne in Italia è spesso chiamata Il valzer delle candele (con la melodia riadattata in tempo ternario in quanto la melodia originale è in tempo quaternario); in Francia è conosciuta con il titolo Ce n'est qu'un au revoir (È soltanto un arrivederci), con testo francese; in Corea del Sud era addirittura la musica dell'inno nazionale Aegukga, prima che il compositore Ahn Ik Tae scrivesse una nuova melodia sul testo preesistente; in Giappone è la base melodica di Hotaru no hikari (La luce delle lucciole), un celebre inno studentesco.
Questa canzone è diffusa anche nello scautismo. Ne fu scritta una versione da usare come canto ufficiale del Jamboree mondiale del 1947, a Moisson (Francia); il Jamboree è un campo scout mondiale, e quello del 1947 fu il primo dopo la fine della II guerra mondiale.
Questa canzone, venne inoltre utilizzata dai tifosi della Roma negli anni 80, per creare il coro "La nostra fede mai morrà".